# 眞杉匠
眞杉 匠（ますぎ たくみ、1999年2月1日 - ）は、栃木県宇都宮市出身の競輪選手。日本競輪学校（当時。以下、競輪学校）第113期生。日本競輪選手会栃木支部所属。ホームバンクは宇都宮競輪場。師匠は小田倉勇二（91期）。

## 来歴・戦績
中学までは野球とソフトテニスをしていた。
県立高校に落ちたことで作新学院高等学校（総合進学部）に入学し、競輪ファンだった父の薦めで自転車競技部に在籍する。2016年10月の希望郷いわて国体では、少年男子1kmタイムトライアルで7位となった（1学年下の中野慎詞は5位）。この自転車競技部の1学年下には幸田望夢や福田滉（共に115期）がいた。
2017年5月に113期生として競輪学校に入学し、2018年3月に卒業。在校成績は18位（11勝）。同年7月3日に函館競輪場でデビューし、初勝利を挙げた。
2019年11月19日付でS級2班へ特別昇級（前日に3場所連続完全優勝を達成したため）。翌2020年、第29回寬仁親王牌（前橋）でGIに初出場（3日目補充での出走）した。
2021年、正選手としてのGI初出場となった第75回日本選手権競輪（京王閣）でGI初優出（8着）。同年6月29日には久留米競輪場のバンクレコードタイを記録（10秒4）した。2022年3月には名古屋記念でGIII初優勝を記録している。
2023年、自身3度目のGI決勝となった第66回オールスター競輪（西武園）において、吉田拓矢の先行に乗って番手捲りを放ち、GI初優勝でタイトルを獲得、自身初のS班を決めた。栃木支部所属選手のGI優勝は2007年の第50回オールスター競輪を制覇した飯嶋則之以来16年ぶりとなった。さらに第65回競輪祭（小倉）では、決勝は単騎での戦いとなったが、南関東ライン3人の後ろに付けると直線で松井宏佑を差して優勝。年間GI2勝目を上げた。年末のKEIRINグランプリ（立川）は3着に入着した。
2024年、年初にバンク練習中に落車し大怪我を負ったため、同年の初戦は2月の全日本選抜競輪（岐阜）からとなった。怪我によるブランクの影響もあり上期は目立った活躍ができなかったが、7月のGII・第20回サマーナイトフェスティバル（松戸）では2日目の準決勝で通算200勝を達成し、決勝戦では古性優作のブロックにも耐えながら捲りきって優勝。9月のGII・第40回共同通信社杯競輪（宇都宮）決勝でも最終2コーナーからの捲りが決まり、地元開催を優勝で飾る。同年のGI決勝進出はオールスター（9着）のみであったが、GII2勝（ほかGIII1勝）で賞金額を上積みしたことで競輪祭終了時点での賞金ランキングが6位となり、2年連続のKEIRINグランプリ出場、S班を決めた。年末のKEIRINグランプリは7着。
2025年も日本選手権競輪（名古屋）ではライン先頭として最終3コーナーよりスパート、4コーナーで捲りきり、最後の直線でライン番手の吉田拓矢に差されるも2着となりラインワン・ツーを決める。7月のサマーナイトフェスティバル（玉野）では関東4車ラインの番手となり、最終周回で太田海也には前に出られるもその番手にハマり、4コーナーで太田をかわすと、ゴール前で関東ライン3番手の吉田拓矢との勝負を微差で凌いで同大会連覇。3年連続で1億円レーサーとなった。

## レーススタイル
単純なタテ足のダッシュだけでなく、スパートの持続力もある。さらにラインの先頭であっても自らヨコの動きで勝負を挑んでいく。その戦法の広さから、20代中盤の内から、西の横綱とされる古性優作がいることを前提として東の横綱と評されることもある。ただしヨコの動きの多さにより、失格に至らずとも重大走行注意等による違反点を貰いやすい傾向がある。

## 主な獲得タイトルと記録
- 2023年 - オールスター競輪（西武園競輪場）、朝日新聞社杯競輪祭（小倉競輪場）
- バンクレコード（タイ） - 久留米競輪場、10秒4

## その他
- 2022年7月に、1節のみであるがPIST6（TIPSTAR DOME CHIBA）に参戦、完全優勝を果たしている。PIST6参戦者がその後競輪でGIを優勝するのは初。